# Дзюнчън
Дзюнчън (на китайски: 軍臣; на пинин: Jūnchén) е шанюй на хунну, управлявал в периода 161 – 126 пр.н.е.

## Живот
Той е син и наследник на шанюя Лаошан и внук на Маодун, който създава централизираната държава на хунну. По време на продължителното му управление в общи линии се спазва мирът с китайската империя Хан в рамките на утвърдената при предшествениците му система хъцин. Въпреки това на неколкократно китайски претенденти за властта използват помощта на Дзюнчън, а самият той организира наказателни походи срещу Хан. Причина за тези конфликти са опитите на китайските власти да прекъснат търговията между двете страни.
Напрежението между хунну и Хан нараства през 133 година пр.н.е., когато Дзюнчън оглавява пореден поход на китайска територия и едва не попада в голяма засада. След този инцидент двете страни са във война и през 127 година пр.н.е. китайците изселват от Ордос етническите групи лоуфан и баян и изграждат укрепления по новата граница. През зимата на следващата 126 година пр.н.е. Дзюнчън умира и е наследен от по-младия си брат Иджъсие.